# Psicomotricitat
La psicomotricitat és el "conjunt d'interaccions cognitives, emocionals, simbòliques i sensori motrius en la capacitat de ser i d'expressar-se en un context psicosocial", segons la definició consensuada per les associacions espanyoles de Psicomotricitat o Psicomotricistes. La psicomotricitat és l'acció del sistema nerviós central que crea una consciència en l'ésser humà sobre moviments que realitza a través dels patrons motors, com ara la velocitat, l'espai o el temps.

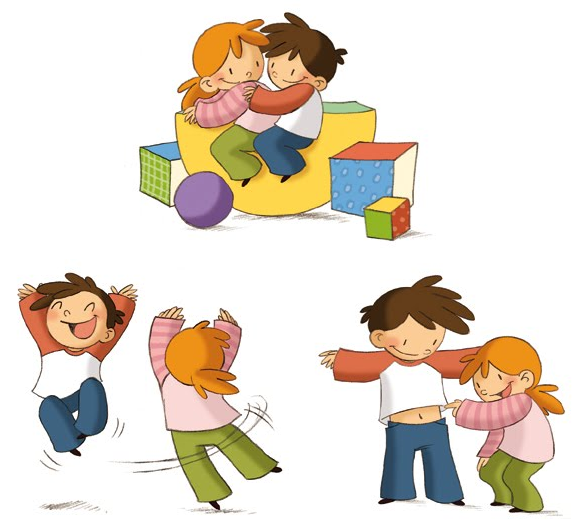
En aquesta imatge podem veure com dos nens estan fent psicomotricitat.

Basat en una visió global de la persona, el terme psicomotricitat integra les interaccions cognitives, emocionals, simbòliques i sensorio-motrius en la capacitat de ser i d'expressar-se en un context psicosocial. La Psicomotricitat desenvolupa un paper fonamental al desenvolupament de la personalitat. Partint des d'aquesta concepció es desenvolupen diferents formes d'intervenció psicomotriu que troben la seva aplicació sigui quina sigui la seva edat, en els àmbits preventiu, educatiu, reeducatiu i terapèutic. Definició consensuada per les associacions espanyoles de Psicomotricitat.
Segons va dir Fernand Deligny:
| «                 | Si vols conèixer-los ràpidament, fes-los jugar; si vols ensenyar-los a viure, fes-los jugar; si vols que agafin gust pel treball, fes-los jugar; si vols exercir la teva professió, fes-los jugar, jugar i jugar | » |
| — Fernand Deligny | |   |

## Locomoció
Els primers moviments que un nadó realitza al néixer voluntàriament s'anomenen moviments elementals locomotrius com pot ser gatejar, posar-se dret, donar cops de peu amb el peu, etc.
Aquests moviments de mica en mica es van fent més específics i els anomenem: desplaçaments naturals, desplaçaments construïts i els salts. Si ho mirem des d'un punt de vista educatiu, el docent ha de tenir en compte alguns factors com són: la posada en acció, el ritme d'execució, els canvis de direcció, les parades i la durada de l'execució. Per això a continuació s'especificaran més aquests moviments per poder-los conèixer i diferenciar clarament.
- Desplaçaments naturals: Aquests els podem observar quan l'infant es posa amb contacte amb el seu entorn i practica les habilitats com són la marxa i la carrera. Els llocs on podrà realitzar-les amb més facilitat serà a casa i a l'escola, per tant aquests dos llocs li proporcionaran molts dels moments de l'aprenentatge.

- La marxa en posició dreta succeeix quan l'infant passa d'arrossegar-se a caminar a quatre grapes i després a posar-se dret mitjançant l'acció de grimpar. Més endavant passa a caminar amb ajuda fins que finalment ja passa a ser una marxa elemental per a la seva vida.
- La carrera es defineix com la successió alternativa de suports dels peus sobre la superfície de desplaçaments.
- Desplaçaments construïts: Aquests són una derivació dels naturals i s'elaboren amb uns objectius previs. Els podem considerar molt importants en l'educació infantil, ja que potencien la motricitat i la coordinació de l'infant. Se'n poden destacar alguns com: desplaçaments analítics, desplaçaments sobre materials, desplaçaments rítmics, desplaçaments variant el medi, etc.
- Els salts: Aquest es defineix com el moviment en què està implicat un enlairament del cos del terra. Es pot realitzar tant amb un peu com amb els dos. En aquest salt, el cos queda suspès en l'aire momentàniament per després tornar a tocar a terra. A l'hora de realitzar el salt es poden observar quatre fases: la fase prèvia on s'agafa velocitat, la fase d'impuls, la fase de suspensió i finalment la fase d'amortiment o també anomenada de caiguda. Per acabar, podem observar com els salts poden ser tant horitzontals com verticals.[4]

## Habilitats motrius bàsiques
Les habilitats motrius bàsiques són la capacitat d'executar un acte motor que caracteritza per voler aconseguir un objectiu concret. Estan presents a gairebé totes les etapes de l'educació física escolar, però tenen un moment òptim de desenvolupament:
- Dels 4 als 6 anys: Qualitats perceptives. És a dir, el nen aprèn a través dels sentits a rebre, elaborar i interpretar la informació que prové de l'entorn. El nen aprèn a través de l'experiència que li ofereix la interacció del seu cos amb l'entorn.
- Dels 7 als 9 anys: Habilitats i destreses bàsiques. Tant en la primera etapa (explicada anteriorment, dels 4 als 6 anys), com en aquesta els nens estan en el moment més òptim d'aprenentatge de totes les habilitats motrius bàsiques.
- Dels 10 als 13 anys: Iniciació de les tasques motrius específiques, les quals són:
  - Locomoció: Desplaçament
  - Manipulació: Imprimir força als objectes o rebre-la per part d'ells. Com ara colpejar, llençar o rebre.
  - Estabilitat: S'adquireix a través de totes aquelles tasques de moviment que exigeixen les altres habilitats i que requereix una constant adequació de l'espai i el temps en relació amb el cos.

## Tipus

### Pràctica psicomotriu educativa
Els infants a través de les seves accions corporals: com jugar, saltar, manipular objectes, etc. aconsegueixen situar-se en el món i adquireixen intuïtivament els aprenentatges necessaris per a desenvolupar-se a l'escola i en la vida. D'aquesta manera lúdica i gairebé sense assabentar-se treballen conceptes relatius a l'espai (a dalt/ a baix, davant/darrere, dreta/esquerra…), el temps (la rapidesa, el ritme, la durada…), destreses motrius necessàries per a l'equilibri, la vista, la relació entre altres nens, etc. amb els consegüents efectes sobre la millor capacitació i emergència de l'escriptura, la lectura i les matemàtiques, indispensables avui en dia per a l'èxit acadèmic.

### Pràctica d'ajuda psicomotriu
Es realitza en centres privats o en col·legis, tant en grup com individualment però des d'una vista que té en compte les especials característiques dels nens o de les persones adultes amb problemes o patologies. Es tracta d'ajudar a comunicar-se a aquells que tenen dificultats per a relacionar-se amb els altres i el món que els envolta.

### Psicomotricitat aquàtica

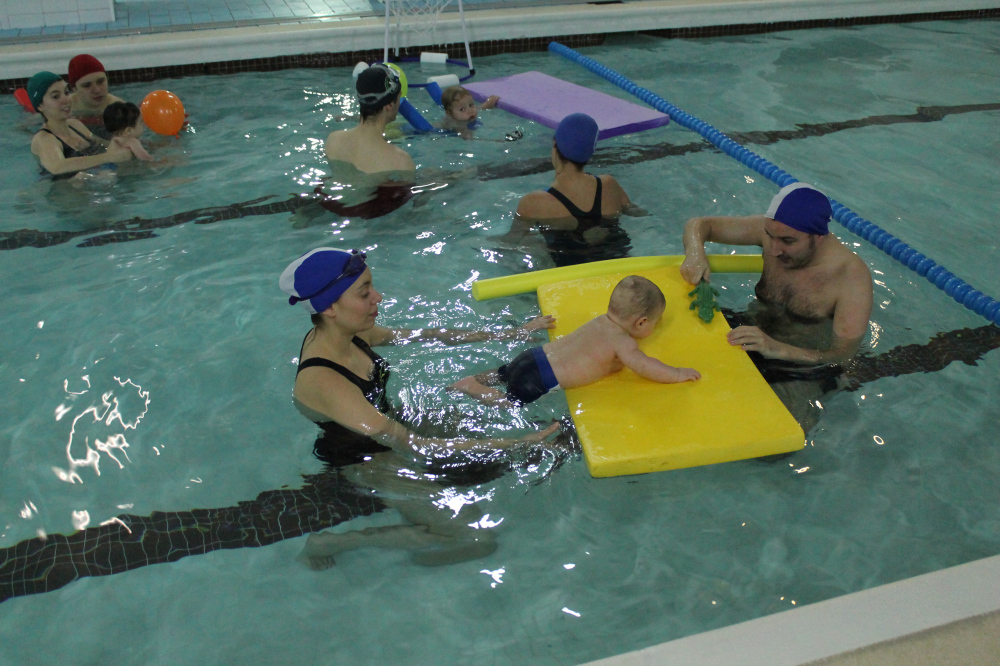
Un exemple de psicomotricitat aquàtica.

L'estimulació psicomotriu aquàtica és útil quan el bebè necessita vivències motrius, ens referim a les seves capacitats de moviment. L'aigua el recolza per a elaborar sensacions i les percepcions primers de pes, volum, distància, esquemes i imatge corporal, i les seves necessitats, desigs i possibilitats d'acció, incorporant també, sensacions de suport, contenció, equilibri,..., en la constant lluita per la llei de la gravetat. Implementació del Mètode d'Estimulació psicomotriu Aquàtica. És el cas d'un bebè amb una lesió cerebral que li va afectar els nuclis de base per dificultades durant el part. Al tenir una hipotonia important en la zona del coll, no li permetia tenir el cap rígid, raó per la qual no va aconseguir seure. A instàncies dels pares, el neuròleg va aprovar la idea de començar l'estimulació psicomotriu aquàtica amb el bebè i ells, com estimuladors naturals duran la sessió. A través d'exercitadors de contacte i posicions d'equilibri. L'aigua actuava com a estimulador especial, ja que el bebè estava molt motivat per l'activitat.

### Orígens
A principis del segle XX el neuròleg Ernest Dupré va donar importància a la relació que hi havia entre les anomalies neurològiques i psíquiques amb les físiques. Va ser el primer a utilitzar la paraula Psicomotricitat i en descriure els trastorns de desenvolupament psicomotor.
El psicòleg francès Henri Wallon, va remarcar que la psicomotricitat és la connexió de la part psíquica i motriu d'una persona. Va parlar de la importància que té el moviment en el desenvolupament psíquic infantil i en la creació del seu esquema i de la seva imatge corporal. Segons Henri Wallon, la part psíquica i motriu d'una persona és una manifestació de la relació d'un mateix amb el seu entorn.
El neuropsiquiatra i psicoanalista espanyol Julián de Ajuriaguerra, va donar importància a l'entorn on es desenvolupa l'infant. Va fer uns estudis sobre els processos interactius de la família, a l'escola i en la societat que li van permetre arribar a una conclusió, malgrat que els factors biològics tinguin un gran pes en les malalties mentals, va descobrir que l'entorn i la societat hi tenen una gran repercussió.
La psicomotricitat també està fomentada per autors de la psicologia genètica de Jean Piaget, la funció materna de Woods Winnicott i Lapierre entre molts altres.

## La sala, materials i funció
La sala de psicomotricitat és el lloc on es duen a terme les sessions, és recomanable que sempre sigui el mateix. Per a poder desenvolupar de forma adequada la intervenció és necessari que reuneixi una sèrie de característiques, totes elles importants:
-	Lapierre recomana que hi ha d'haver espai suficient, en el que la persona pugui moure's de manera còmoda, però que les seves dimensions siguin prou reduïdes perquè la persona no se senti perduda.
-	El terra ha de permetre que puguin anar descalços. Normalment s'utilitzen materials com moqueta, parquet o aglomerat.
-	Quant a la decoració de la sala és important que les parets estiguin pintades d'un color clar, i que no hi hagi excés de decoració que pugui distreure l'atenció.
-	Per a garantir la seguretat dels participants, els elements potencialment perillosos (llums, radiadors...) han d'estar protegits.
-	La climatització de la sala ha de ser bona perquè quan realitzin exercicis actius no tinguin calor excessiu, i quan estiguin quiets (per exemple, en la relaxació), no es quedin freds.

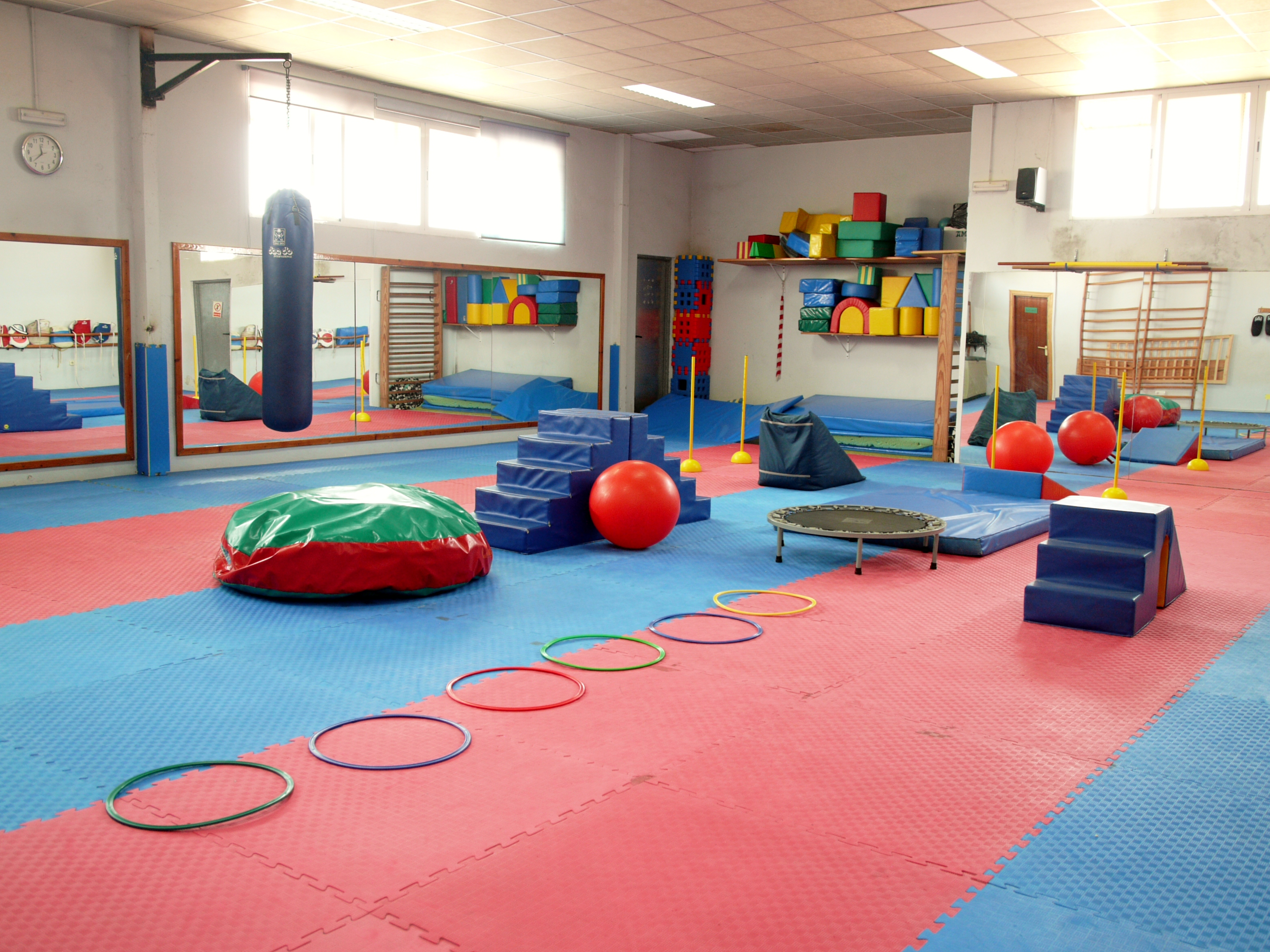
En aquesta imatge podem veure un exemple d'una sala de psicomotricitat.

-	Ha d'estar condicionada amb un mobiliari mínim que serien: 
- Espatlleres
- Un mirall ampli
- Calaixos o armari per tenir el material ordenat
- Bancs suïssos (alguns amb ganxos per a subjectar fermament a les espatlleres i així puguin pujar per ells)
- Una pissarra

El material utilitzat durant les sessions és molt divers:
- Una plataforma a manera d'escala per tal que puguin pujar els nens a una alçada predeterminada
- Barana
- Matalassos de diferents mides, gruixos i formes.

El material que utilitzarem en l'espai sensoriomotor són: 
- Espatlleres
- Barana
- Matalassos
- Blocs de goma-escuma de diverses formes i mides; recoberts de fundes rentables de diferents colors. Estimulen a realitzar exercicis de salts, pujada, equilibri, etc.
- Tobogans
- Plataforma de salt (ja sigui construïda o formada per una taula)
- Pilotes, de diferent pes, textura, mida i color.
- Cercles, de diferent mida i color.
- Cordes, de diferent mida i color, per a realitzar exercicis de coordinació.
- Marcatges de terra, per a delimitar les zones o recorreguts a realitzar, normalment fabricats de suro flexible. Es poden trobar multitud de marcadors: redons, triangulars, rectangulars, elements amb corba, fletxes rectes o corbes, mans, peus, etc.
- Teles, de diferents mides, colors i textures.
- Instruments musicals, com maraques, picarols, caixes xines, panderetes, triangles, etc., perquè aprenguin a discriminar diferents sons, a més afavoreixen l'habilitat manual i la coordinació ull-mà.
- Joguines, adequats a l'edat de l'infant, especialment indicats en nens petits o d'escàs nivell de desenvolupament.
- Divers material fungible, com paper, llapis, ceres, pintures de dits, goma d'enganxar, etc., per a desenvolupar diferents activitats creatives.

La nostra intenció és que amb la disposició espacial d'aquest material afavorim les caigudes, els salts, els desequilibris / equilibris, les esllavissades, les carreres, ...
El material se'l podria dividir en dos grans bàndols per la seva qualitat i simbologia. Tou (els acull, els envolta i els dona plaer): blocs d'escuma, pilotes d'escuma, coixins, teles, ... i dur (el nen ha de fer front al repte, al principi de realitat): espatlleres, fustes de construcció, cubs de plàstic, pals, banquetes ...

## Dispositiu
El dispositiu de la sessió es divideix en dos espais i tres temps amb materials diferents. A l'espai per a l'expressivitat motriu dels nens poden viure el plaer del moviment a través d'activitats espontànies amb la utilització del seu cos, l'espai i els materials. Aquesta fase és imprescindible per a la formació d'una bona imatge corporal. L'altre espai és el de l'expressivitat plàstica i el llenguatge. Aquí és per al cos i les seves accions per les representacions en forma de dibuixos, construccions, etc. Això es complementa amb l'organització temporal de la sessió. Hi ha tres temps centrals a les quals s'afegeixen el ritual d'entrada i el de sortida. El primer temps és el dedicat a l'expressivitat motriu i en ell es deixa al cos i l'imaginari infantil. Al principi es llancen al frenesí corporal i emocional per després aparèixer el joc simbòlic a través dels materials que els proposem. El segon temps és el del conte, amb la intencionalitat clara de mobilitzar imatges amb el cos aturat. Això ens ajuda a la descentració (la capacitat del nen de posar distància de les seves emocions i poder posar-se al lloc de l'altre). Finalment, el tercer temps és el de l'expressivitat plàstica, dibuixar, construir o treballar amb plastilina. El seu sentit és el de permetre als nens allunyar-se de les intenses emocions viscudes i representar amb el cognitiu.
Aucouturier proposa la creació de tres espais dins la sala, en cada un dels quals se disposen els materials per afavorir un tipus d'activitat:
- [8]Espai sensoriomotor: Es realitzen activitats sensoriomotrius, com trepar, caure, saltar, rodar, girar, etc., que permeten descobrir el plaer sensoriomotriu. Pren consciència de les seves possibilitats de moviment i adquireix diferents habilitats. En aquest espai estan situades les espatlleres, matalassos, mòduls de goma-escuma, etc.
- Espai simbòlic: Es desenvolupa el joc simbòlic i es potencia la creació i la creativitat. Depenent de l'edat de l'infant o del seu nivell de desenvolupament, els materials poden ser més o menys estructurats. En aquest espai estan les teles, els mòduls de goma-escuma, etc.
- Espai per a les representacions: On les propostes i materials faciliten el treball cognitiu i de representació. L'objectiu d'aquest espai és permetre el pas de la vivència emocional a la representació cognitiva. En aquest espai estan els blocs de fusta, paper, llapis, plastilina, pissarra, etc.

En la pràctica, amb freqüència, no és necessari que el psicomotricista construeixi o delimiti aquests espais, ja que els mateixos components del grup els aniran creant i establint al lloc i al moment que vulguin. Es pot optar per deixar que vagi sorgint espontàniament l'espai per al joc sensoriomotor, simbòlic o les representacions. De manera puntual, quan sigui necessari el psicomotricista pot intervenir regulant aquests espais.

## Intervenció
Objectius de la intervenció.
Seguint l'anàlisi de paràmetres es plantegen els següents objectius:
· En relació amb el cos:
-	Reconeixement del propi cos i de les seves diferents parts.
-	Desenvolupament de la coordinació dinàmica general: carrera, salts, balancejos, girs, caigudes, etc. L'objectiu principal és fer néixer, mobilitzar i evolucionar el plaer sensoriomotriu, que l'infant es diverteixi amb l'activitat.
-	Desenvolupament del control postural: equilibris estàtic i dinàmic, equilibri i desequilibri.
-	Reconeixement de les pròpies capacitats i limitacions: conèixer i sentir plaer de les pròpies capacitats implica també ser conscient de les pròpies limitacions (Arnaiz, 2002), de manera que visqui amb tranquil·litat les situacions de risc, adoptant mesures de seguretat o demanant l'ajuda necessària.
-	Desenvolupament d'un to muscular adequat a l'acció.
-	Que la mirada acompanyi a l'acció
-	Desenvolupament d'una gestualitat facial i corporal que acompanyi a l'acció.
· En relació amb l'espai:
-	Utilització i exploració de tot l'espai de la sala, que es mogui en espais amplis.
-	Utilització i exploració de diferents altures.
-	Situar-se en un espai adequat, és a dir, saber situar-se espacialment d'acord amb el que realitza.
· En relació amb el temps.
Al principi i al final de la sessió:
-	Que sigui capaç d'estar assegut en la rotllana.
-	Que repeteixi les normes amb tots i les interioritzi.
-	Que respecti les normes.
-	Que escolti als companys.
-	Que intervingui en la rotllana per expressar les seves experiències (4-6 anys)
Durant la sessió:
-	Que sigui capaç d'estar un temps en cada activitat.
-	Situar-se adequadament en els límits de temps; per exemple, no iniciar una activitat en els últims moments de la sessió.
· En relació amb els objectes:
-	Utilització i exploració dels diferents objectes de la sala
-	Desenvolupament del joc sensoriomotor, simbòlic i de regles.
-	Que sigui capaç d'utilitzar els diferents objectes donant-li diferents significats.
· En relació amb els altres:
- Relació amb els companys:

-	Establiment de relació amb els companys des del seu propi desig, respectant a l'altre. Sense demostrar un interès ni un desinterès desmesurat per un company en especial.
-	Que assumeixi i desenvolupi diferents rols.
-	Que sigui capaç d'identificar i reconèixer senyals corporals emesos pels altres mitjançant el llenguatge verbal i no verbal.
-	Que sigui capaç d'expressar les seves necessitats i sentiments mitjançant el llenguatge verbal i no verbal.
-	Adquirir la capacitat d'espera d'expressar el que sent o necessita en el moment adequat.
-	Que sigui capaç de resoldre els conflictes que es puguin ocasionar en la convivència del grup.
-	Que sigui capaç d'oposar-se, de col·laborar, de compartir... en funció de la situació; és a dir, que sigui capaç de situar-se en les diferents actituds amb la relació amb els altres.
-	Que contesti de manera adequada a les provocacions o agressions dels altres, fent-se respectar.
- Relació amb el psicomotricista:

-	Establiment d'un bon vincle afectiu.
· En relació amb el llenguatge:
-	Utilització d'un llenguatge adequat a la seva edat.
-	Utilització de les diferents formes d'expressió i representació.
Estructura de la sessió.
1.	Ritual d'entrada.
La sessió comença amb un ritual d'entrada, els infants es descalcen i s'asseuen formant una rotllana. És el moment d'acollida en el qual el psicomotricista rep als infants.
És el moment també en què es marquen les normes que establiran els límits per a poder garantir una adequada convivència i treball.
En el cas dels infants petits es repeteix amb ells les normes que seguiran durant la sessió, com per exemple:
“ En aquesta sala estem aprenent a no fer-nos mal
i a no trencar el que els altres construeixen. Quan sentiu 
les palmades, ho desarem tot i ens asseurem en rotllana.”
En el cas d'infants més grans, adolescents o joves se'ls hi diu la sala en la que estem, aprenent a respectar-nos i se parla del que significa el respecte per a ells.
En el cas dels adults, si les normes de convivència ja estan interioritzades, es pot començar directament l'activitat que es realitzarà.
2.	Temps de treball
La major part de la sessió està destinada a l'acció i al joc (Fernández, 2002). Quan s'observa sessions individuals o col·lectives es detecta més o menys la mateixa dinàmica: les sessions comencen d'una manera desorganitzada, freqüentment amb situacions de plaer sensoriomotriu; més tard, s'organitzen i fan l'aparició el joc simbòlic i el dirigit.
Es pot proposar un temps intermedi, el de la història o conte, al qual es pot recórrer per a passar de l'acció a la representació. La història pot ser nova o continuar la de la sessió anterior, s'explica en petites seqüències i en temps present (Escribá et al. 1999). La història no és qualsevol història, sinó nascuda en allò que s'ha estat vivint a la sala, d'aquesta manera permets a l'infant afegir elements a aquesta.
És convenient destinar un moment al final per invitar-los a utilitzar els diversos materials per a representar que es posen a la seva disposició: dibuix, moldejat, construcció amb fusta, paraula oral o la paraula escrita, etc. Aquest espai s'adapta al moment maduratiu de l'infant. Amb els més petits és el moment del conte, llegit o explicat, que tindrà relació amb el viscut. També pot acabar amb una cançó coneguda per tots (Fernández, 2002).
3.	Ritual de sortida
La sessió finalitza amb una roda de sortida en la que els diferents participants comenten les experiències que han tingut durant la sessió.
Actuació del psicomotricista.
Autocuturier senyala les funcions fonamentals que ha de desenvolupar el psicomotricista a la sala:
-	Escoltar: hi ha escolta quan hi ha observació (Llorca, 2002).
-	Ser simbòlic de llei i de seguretat: a la sala, el psicomotricista, simbolitza l'ordre i representa la llei.
-	Ser company simbòlic: ajuda a construir, utilitza el llenguatge per explicar el que s'està fent, representa determinats rols. El psicomotricista no juga amb ells, és un company simbòlic del seu joc.
La intervenció del psicomotricista ha de ser mínima, limitant-se a aquelles situacions en què no es compleixen les normes i a aquelles altres en que sigui necessari la seva intervenció per a fer evolucionar alguna conducta o situació.
En la pràctica psicomotriu s'intervé fonamentalment: modificant el medi (espai i material) utilitzat durant la sessió, i desenvolupant les produccions per aquest medi. Per a això, el psicomotricista intervindrà utilitzant bàsicament dos estratègies: la provocació i la seducció.
Tècniques d'intervenció:
1.	La relaxació.
Les tècniques de relaxació tenen una gran importància en la reeducació, ja que mostra atenció a la globalitat de l'ésser humà; a més de reduir estats d'activació i suprimir tensions musculars, contribueix en l'elaboració de la imatge corporal.
La relaxació progressiva de Jacobson es basa a discriminar els senyals de tensió a través d'exercicis sistemàtics de tensió-relaxació. Bernstein i Borkovec van modificar el procediment inicial per a dur a terme l'entrenament en deu sessions.
L'entrenament autogen de Schultz intenta produir la desconexió mediant l'establiment de sensacions físiques. Consta de dos cicles, un inferior i l'altre superior. Aquest mètode requereix una major implicació cognitiva.
La relaxació terapèutica de Berges i Bounes va dirigida específicament a la reeducació de nens amb dificultats.
2.	El joc
El joc és una activitat de summa importància en el desenvolupament i serà un instrument metodològic fonamental, especialment amb el treball amb els nens.
Una de les classificacions més útils de cara a la intervenció és la categorització dels diferents tipus de joc en funció de les etapes del desenvolupament.
En les sessions de psicomotricitat, a través del joc, es podrà practicar conductes que s'estan adquirint baix diverses formes i situacions, al mateix temps que afavoreix la relació amb els altres. El joc és una tècnica d'intervenció que permet aconseguir els objectius del tractament.
Des de la psicomotricitat dirigida, el psicomotricista, selecciona els jocs més adequats d'acord amb l'edat dels participants i el moment de la sessió.
En la psicomotricitat vivenciada, a partir del joc lliure, anirà aconseguint els objectius intervenint quan sigui necessari.
3.	La música i la dansa
El valor terapèutic de la música i la dansa ha sigut reconegut i investigat al llarg de la història i ha donat lloc a disciplines com la musicoterapia i la dansaterapia.
En les sessions de psicomotricitat les activitats es solen acompanyar de música. L'elecció de la música adequada, a més de motivar als participants per a la realització de l'afectivitat, facilita la consecució d'objectius aconseguint un efecte d'estimulació o relaxació.
La dansa permet a l'individu exterioritzar-se i sentir el seu cos, combinant els moviments del cos en l'espai i en el temps. Algun tipus de dansa més utilitzats han sigut la dansa clàssica, la dansa moderna i la dansa folklòrica.
La dansateràpia pot aplicar-se en tractaments psicomotrius de tipus educatiu, reeducatiu i terapèutic; en diferents edats i amb diferents trastorns, estan especialment indicat en autistes, psicòtics i sordcecs, com a via per instaurar i restaurar la comunicació i facilitar l'expressió.
4.	L'expressió plàstica
L'expressió plàstica és per una part, un medi d'expressió per a l'individu en el seu estat interior i la interpretació de l'entorn; i per una altra, és un instrument per al psicomotricista d'avaluació, tractament i seguiment. Els medis d'expressió plàstica susceptibles de ser utilitzats en la sessió de psicomotricitat són múltiples, però sens dubte un dels més utilitzats és el dibuix.

## Proposta d'activitats de psicomotricitat
A l'hora de dissenyar una activitat o una unitat de programació de psicomotricitat s'ha de tenir en compte el grup i l'edat dels alumnes que tenim davant. Les necessitats educatives especifiques de cada alumne poden variar el tipus d'activitat que plantegem.
Jocs per l'etapa d'Educació Infantil (3-6)
- Cèrcols musicals:
- Material: cèrcols de plàstic i equip de música.
- Procediment: situar els cèrcols a terra i, seguir la mateixa dinàmica del joc de les cadires. Guanya l'alumne que es queda dins de l'últim cèrcol.

- Circuit d'obstacles: 
- Material: bancs d'equilibri, matalassos, cèrcols, cordes...
- Procediment: col·locar el material per l'espai de manera que tingui un ordre lògic. Els alumnes han d'anar fent tot el recorregut seguint sempre el mateix ordre.

-La serp:
- Material: peluix en forma de serp o corda per simular-la.
- Procediment: un parell d'alumnes són la serp i agafen la corda pels dos extrems, un davant i l'altre al darrere. Han d'intentar atrapar a la resta de companys que estan corrents per l'espai. Quan enxampen a algú, aquest es converteix en serp i s'uneix a la resta de companys que porten la corda. Guanya aquell alumne que no és menjat per la serp.